# Monasiejewo
Monasiejewo (biał. Манасеева; ros. Моносеево) – wieś na Białorusi, w obwodzie brzeskim, w rejonie łuninieckim, w sielsowiecie Redygierowo.
Zamieszkane było przez szlachtę zaściankową. W dwudziestoleciu międzywojennym leżało w Polsce, w województwie poleskim, w powiecie łuninieckim, w gminie Łachwa. Po II wojnie światowej w granicach Związku Sowieckiego. Od 1991 w niepodległej Białorusi.